# Georges Mazure
Georges Laurent Mazure (Nijmegen, 19 november 1919 – Bussum, 25 februari 1980), Nederlandse illustrator, publicist en schrijver, broer van Alfred Mazure.
Mazure begon zijn carrière als illustrator in de Toonder Studio's; verder maakte hij na 1945 politieke cartoons voor het Algemeen Handelsblad, Panorama, Margriet en het Belgische Humo.
Hij nam de Spot Morton-beeldromanreeks over van Ben Abas en schreef daarvan in totaal 14 afleveringen. Verder illustreerde hij de stripreeks Horre, Harm en Hella van Andries Brandt (in De Telegraaf) en hij schreef en illustreerde de strip Myra van Dyk voor Het Vrije Volk en de strip Dolf Staal voor de supermarktketen Spar. Veel van deze strips zijn later - veelal postuum - in boekvorm uitgegeven.
In de jaren zeventig schreef en illustreerde hij de strips Mignon en Paula in het blad Tina.
In de verfilming van Dick Bos, Moord in het modehuis (naar de boeken van Alfred Mazure) uit 1943 - première in 1946 - figureerde Georges.
Behalve strips heeft Georges Mazure ook een reeks spannende jongensboeken geschreven: Simmetje (6 delen) benevens een tweetal reisboeken: Tussen Beirut en Jeruzalem: reisschetsen met pen en penseel (1953) en  'n Portie fritten: een ABC over tweetalig België (1958). Reeds tijdens de oorlog had hij onder het pseudoniem George Laurent de humoristische roman 13 Ongelukken geschreven, die echter pas in de jaren 50 werd uitgegeven.
Ook heeft hij een hoorspel geschreven. "Mijn dochter Muriel", een strip in vele afleveringen van gemiddeld 20 minuten, werd uitgezonden vanaf 22 mei 1973 door de AVRO en geregisseerd door Jacques Besançon.
Blijkens zijn boeken heette de man Georges, maar men komt in artikelen en op internet ook regelmatig onterecht de spelling George tegen.

## De Simmetje-serie
1. Met de VD 154 op avontuur (1963)
2. Schipbreuk in de nacht? (1963)
3. De verzonken ruïne (1964)
4. Simmetje op de wilde vaart (1966)
5. Simmetje op dievenjacht (1967, geschreven door G. (=Georges) en E. Mazure)
6. Simmetje en het geheim van de Zeeduivel (1970)

- Biografisch Portaal: 83049856
- Digitale Bibliotheek voor de Nederlandse Letteren: mazu005
- Gemeinsame Normdatei: 127156593
- International Standard Name Identifier: 0000 0004 1863 049X
- Library of Congress Control Number: no2022013546
- Nederlandse Thesaurus van Auteursnamen: 069501769
- RKD-Nederlands Instituut voor Kunstgeschiedenis: 92705
- Système universitaire de documentation: 244015791
- Virtual International Authority File: 305238624